# Řepiště
Řepiště (deutsch Repischt) ist eine Gemeinde in Tschechien. Sie liegt zwölf Kilometer südlich des Stadtzentrums von Ostrava und gehört zum Okres Frýdek-Místek.

## Geographie
Řepiště befindet sich am rechten Ufer der Ostravice in den nördlichen Ausläufern des Beskidenvorlandes im Quellgebiet der Datyňka. Östlich entspringt die Horní Datyňka. Nördlich des Dorfes liegt die Halde der ehemaligen Steinkohlengrube Paskov. Řepiště liegt an der Eisenbahnverbindung von Ostrava nach Kojetín, der Bahnhof trägt den Namen Paskov.
Nachbarorte sind Hrabová und Vratimov im Norden, Zadky, Rakovec, Horní Datyně und Václavovice im Nordosten, Kaňovice, Kouty und Mlzáky im Osten, Sedliště im Südosten, Lískovec und Žabeň im Süden, Malá Ves im Südwesten, Paskov im Westen sowie Mitrovice und Nová Bělá im Nordwesten.

## Geschichte
Das Dorf wurde um 1270 durch Lausitzer Sorben im Zuge der Kolonisation des Teschener Landes auf einer Hochfläche über dem Tal der Ostravice angelegt. Die erste schriftliche Erwähnung erfolgte 1305 als Barutov. Um 1485 entstand die Holzkirche. Řepiště war ein Grenzdorf des schlesischen Herzogtums Teschen zur Markgrafschaft Mähren. 1550 erhielt der Besitzer des Dorfes, Sigmund Rudský von Rudice, von Herzog Wenzel Adam die Braugerechtigkeit. Durch Peter den Jüngeren Sedlnitzky wurde 1596 das Dorf Rakowetz gegründet. Zu Beginn des 17. Jahrhunderts erwarb Jan Skrbenský von Hříště Řepiště und schloss es an die Grundherrschaft Šenov an. Zur gleichen Zeit wurde das Dorf auch nach Šenov umgepfarrt.
1787 kaufte Josef Mitrovský-Chutrovský den Hof in Řepiště. Er ließ im selben Jahre das Dorf Vinohradská anlegen. 1829 wurde in einer Chaluppe der Schulunterricht aufgenommen. Die Schule zog 1836 in ein eigenes hölzernes Gebäude um. Nach der Aufhebung der Patrimonialherrschaften entstand ab 1850 die politische Gemeinde Rzepischt im Bezirk Teschen mit den Ortsteilen Rakowetz und Winohrad. 1860 erfolgte die Teilung von Rakowetz, ein Teil seiner Fluren kam zu Rattimau. Zwischen 1874 und 1875 entstand ein gemauertes Schulgebäude.
1908 wurde die Gemeinde in den Bezirk Friedeck eingeordnet. 1909 wurde auch in Rakovec eine Schule eingerichtet. Seit 1961 gehört die Gemeinde Řepiště zum Okres Frýdek-Místek. Von 1980 bis 1990 war Řepiště als Vratimov 2-Řepiště nach Vratimov eingemeindet.

## Gemeindegliederung
Für die Gemeinde Řepiště sind keine Ortsteile ausgewiesen. Zu Řepiště gehören die Ansiedlungen Rakovec (Rakowetz) und Vinohrady (Winohrad).

## Sehenswürdigkeiten

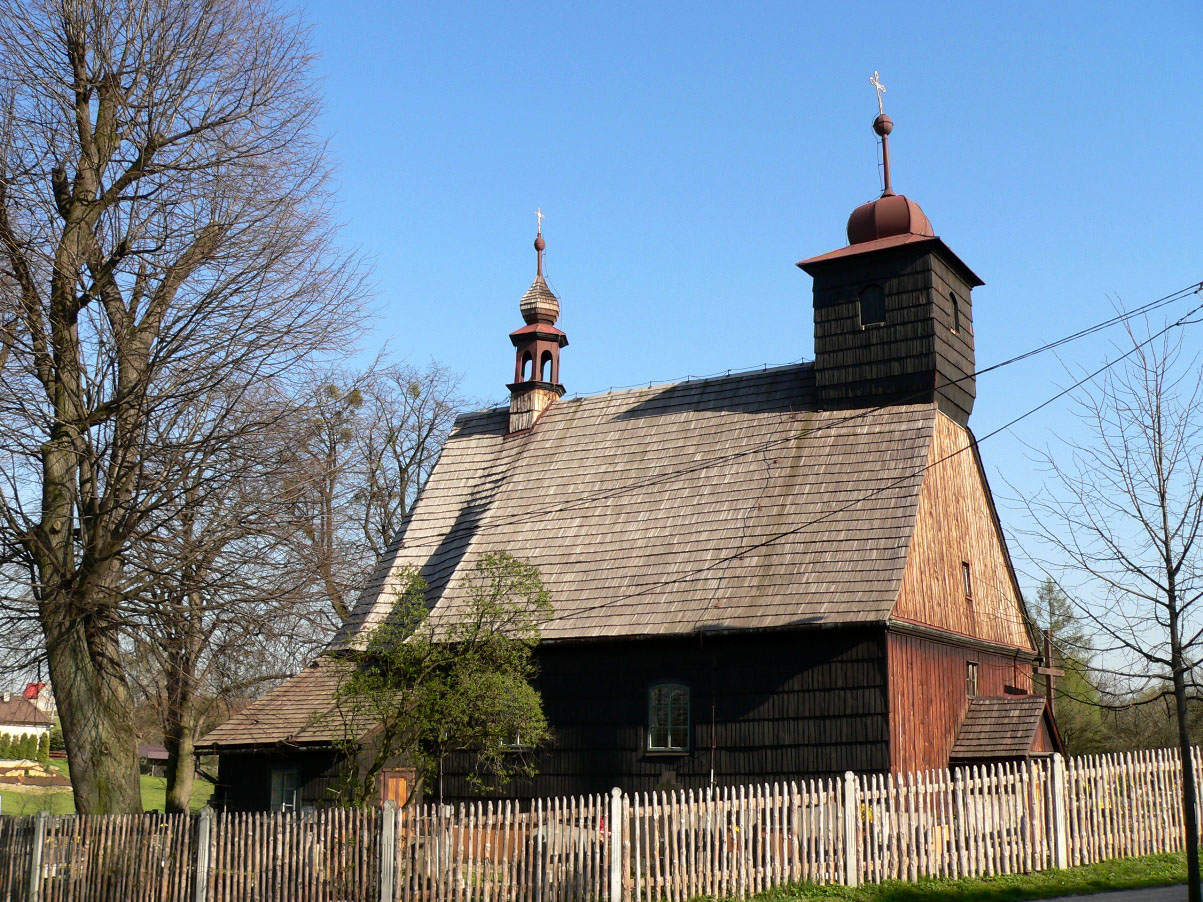
Kirche des Erzengels Michael

- Schrotholzkirche des Erzengels Michael wurde wahrscheinlich zwischen 1484 und 1485 erbaut.
- Kapelle am Waldweg zwischen Řepiště und Rakovec, erbaut 1990
- Kapelle an der Straße nach Sedliště
- Kapelle am alten Salzsteig in Vinohrady